# Штернхейм, Карл
Карл Штернхейм (нем. Carl Sternheim; 1 апреля 1878, Лейпциг — 3 ноября 1942, Брюссель) — немецкий драматург и писатель-новеллист, чьё творчество относят к экспрессионизму. Как и Франк Ведекинд, в своих произведениях он подвергал острейшей критике и осмеянию моральные принципы, господствовавшие в Германии накануне Первой мировой войны.

## Биография
Карл Штернхейм родился в семье банкира и газетного магната, вырос в Ганновере и Берлине. В 1897—1902 годах он изучал философию, психологию и юриспруденцию в Мюнхене, Гёттингене и Лейпциге, однако не закончил образования. После университетской учёбы ведёт неспокойную жизнь со многими женщинами, страдает нервными заболеваниями. Свою писательскую деятельность Штернхейм начал в 1900 году в Веймаре, где женился на Евгении Хаут (нем. Eugenie Hauth). Их брак распался в 1906 году, после чего Карл женился на Тее Лёвенштайн (нем. Thea Löwenstein), урождённой Бауэр, которая родила ему двух детей.
Теа была дочерью состоятельного фабриканта и помогла мужу построить дворец Бельмезон (нем. Schloss Bellemaison) в Мюнхене. Здесь, в доме, украшенном произведениями искусства из собственной коллекции, Штернхейм работал в компании таких творческих людей, как Мехтильда Лихновски (нем. Mechtilde Lichnowsky), Макс Рейнхардт и Франк Ведекинд. С 1908 году Штернхайм вместе с Францем Бляйем (нем. Franz Blei) выпускал журнал «Гиперион» (нем. Hyperion). В 1912 году Штернхейм переехал в Бельгию, а в 1918 году, спасаясь от Первой мировой войны, в Санкт-Мориц и Утвиль в Швейцарии. В 1927 году Карл и Теа развелись. Третьей женой Штернхейма стала дочь Франка Ведекинда, актриса и певица Памела Ведекинд (нем. Pamela Wedekind), их брак продолжался с 1930 по 1934 год. А с 1935 года он жил с Генриеттой Карбонара (нем. Henriette Carbonara) в эмиграции в Бельгии, где в 1936 году опубликовал свои мемуары под названием Vorkriegseuropa im Gleichnis meines Lebens (Предвоенная Европа на фоне моей жизни).
Работы Штернхейма были запрещены нацистами. Причиной тому служило не только его еврейское происхождение, но и беспощадное высмеивание в произведениях морального разложения германской буржуазии. 3 ноября 1942 года, после немецкой оккупации Нидерландов и Бельгии, Штернхейм покончил с собой. Похоронен на кладбище Икселя в пригороде Брюсселя.
В круг друзей Штернхейма входили Готфрид Бенн, Карл Эйнштейн, Франц Пфемферт (нем. Franz Pfemfert), Вальтер Ратенау, Эрнст Штадлер, Гуго фон Чуди, Фриц фон Унру и Отто Фрисландер (англ. Otto Vrieslander). Некоторое время Штернхейм был близок экспрессионистам, издававшим журнал Die Aktion. В 1915 году Штернхейм передал денежную сумму от присуждённой ему Премии Фонтане ещё никому не известному Францу Кафке.

## Избранные произведения
- Цикл «Из героической жизни буржуа» (нем. Aus dem bürgerlichen Heldenleben) (1911—1922):
  - «Панталоны» (нем. Die Hose)
  - «Сноб» (нем. Der Snob)
  - «1913»
  - «Шкатулка» (нем. Die Kassette)
  - «Бюргер Шиппель» (нем. Bürger Schippel)
- Сборник рассказов «Хроника начала двадцатого века» (нем. Chronik von des zwanzigsten Jahrhunderts Beginn) 1918
- комедия «Школа в Уцнахе» (нем. Die Schule von Uznach) 1926

## Переводы на русский язык
Сноб (перевод Ильдара Сафуанова) // Современная драматургия. — 2021. — №1. — С. 220-236.
Сноб (перевод Ильдара Сафуанова) // Из австрийской и немецкой драматургии: Пьесы австрийских и немецких драматургов-классиков. — М.: Прометей, 2025. —  С. 137-181. ISBN 978-5-00172-745-3